# رصاصيت
الرصاصيت (ملاحظة 1) هو أنيون أكسجيني صيغته 2−PbO2 أو أي شكل من أشكاله المائية. يكون الرصاص في هذا الأنيون وفي المركبات الحاوية عليه في حالة أكسدة مقدارها +2. وفق تسمية IUPAC يسمى الأنيون رصاصات (II).

## التحضير
يمكن الحصول على الشكل الهيدروجيني من الرصاصيت -HPbO2 من انحلال أكسيد الرصاص الثنائي PbO في وسط قلوي:
{\displaystyle \mathrm {PbO+OH^{-}\longrightarrow HPbO_{2}^{-}} }
من جهة أخرى ينحل هيدروكسيد الرصاص الثنائي في كمية فائضة من القلوي ليشكل الأنيون 4−Pb(OH)6 في وسط التفاعل:
{\displaystyle \mathrm {Pb(OH)_{2}+4OH^{-}\longrightarrow Pb(OH)_{6}^{4-}} }

## الخواص
لأنيون الرصاصيت صفات مختزلة، إذ يتأكسد ليشكل أنيون الرصاصات.